# Super Bowl XLVIII
O Super Bowl XLVIII foi disputado entre o vencedor da NFC e o da AFC, decidindo o campeão da temporada de 2013 da NFL. O confronto aconteceu em 2 de fevereiro de 2014, no MetLife Stadium, em East Rutherford, Nova Jérsei, nos Estados Unidos. A final colocou frente a frente o campeão da AFC, o Denver Broncos, e o campeão da NFC, o Seattle Seahawks. O time de Seattle venceu a partida por 43 a 8 e conquistou seu primeiro título da NFL. O prêmio de MVP (melhor jogador) da partida foi dado ao linebacker Malcolm Smith, representante da linha defensiva do Seattle Seahawks. Smith se tornou o primeiro jogador de defesa a receber o prêmio desde o Super Bowl XXXVII, quando Dexter Jackson, safety do Tampa Bay Buccaneers, foi escolhido.
Os Seahawks fizeram uma campanha de treze vitórias e três derrotas na temporada de 2013, sendo esta a segunda aparição da franquia no Super Bowl em nove anos. Os Broncos estavam fazendo sua sétima presença no Super Bowl e também tinham ganhado treze jogos no ano. Denver teve o melhor ataque da liga naquele ano, quebrando recordes em pontos e jardas totais. Essa final marcou uma das poucas vezes que dois ex-rivais de divisão se encontraram em um Super Bowl, já que o Seahawks e os Broncos já tinham jogado na mesma divisão (a AFC West) de 1977 a 2001.
Seattle começou liderando o jogo por 22 a 0 no intervalo e chegaram a abrir uma vantagem de 36 a 0 antes de Denver marcar seu primeiro e único touchdown no jogo. Esta vantagem de 36 a 0 foi a maior vantagem que um time já abriu contra outro numa final sem sofrer pontos contra; o recorde anterior era de 24 a 0, compartilhado pelo Miami Dolphins sobre o Minnesota Vikings no Super Bowl VIII e o Washington Redskins sobre o Buffalo Bills no Super Bowl XXVI. A defesa do Seahawks dominou o jogo, com o defensive end Cliff Avril marcando um safety na primeira jogada de scrimmage. Eles se tornaram o primeiro time num Super Bowl a marcar um safety (12 segundos no início do jogo, que estabeleceu o recorde de pontuação mais rápida), um kickoff retornado para touchdown (12 segundos no começo do segundo tempo) e também uma interceptação retornada para touchdown. Os Broncos, mesmo liderados pelo lendário quarterback Peyton Manning, não conseguiram criar muita coisa no ataque, sendo que este foi o primeiro jogo na temporada que eles não marcaram mais de 30 pontos. Manning, um jogador que na carreira já tinha recebido cinco prêmios de Jogador Mais Valioso (MVP), lançou duas interceptações no primeiro tempo. O linebacker do Seahawks Malcolm Smith, que retornou uma dessas interceptações para um touchdown de 69 jardas, recuperou um fumble e fez nove tackles, foi nomeado o MVP do Super Bowl.
Nos Estados Unidos, o jogo foi televisionado pela Fox; com uma audiência média de 111,5 milhões de pessoas, com um pico de mais de 115 milhões no show do intervalo que foi liderado por Bruno Mars, o jogo foi, brevemente, a transmissão de televisão dos Estados Unidos mais assistida de todos os tempos até ser superada pelo Super Bowl XLIX no ano seguinte. A transmissão inaugural do jogo em espanhol na Fox Deportes também foi a transmissão a cabo em espanhol de maior audiência fora do futebol. O Seattle empatou com o Dallas Cowboys de 1992 como a terceira maior vitória na história do Super Bowl, atrás do Super Bowl XXIV em 1990, uma vitória por 55 a 10 do San Francisco 49ers sobre o Denver Broncos, e o Super Bowl XX em 1986, em uma vitória por 46 a 10 do Chicago Bears sobre o New England Patriots. Esta foi a prrimeira vez desde 1991 que um time com o melhor ataque do ano em questão de pontos marcados (Broncos) enfrentou a melhor defesa em termos de menos pontos cedidos (Seahawks).

## Resumo das pontuações
Primeiro período
- Seattle: fumble de −14 jardas, Knowshon Moreno tackleado na endzone para um safety, 14:48
- Seattle: field goal de 31 jardas por Steven Hauschka, 10:21
- Seattle: field goal de 33 jardas por Steven Hauschka, 2:16

Segundo período
- Seattle: touchdown terrestre de uma jarda de Marshawn Lynch (extra-point é acertado), 12:00
- Seattle: Interceptação de 69 jardas retornada para touchdown por Malcolm Smith, 3:21 (extra-point é acertado)

Terceiro período
- Seattle: Percy Harvin retorna um kickoff de 87 jardas para touchdown, 14:48 (extra-point é acertado)
- Seattle: Jermaine Kearse faz um touchdown de recepção de 23 jardas após o passe de R. Wilson, 2:58 (extra-point é acertado)
- Denver: Demaryius Thomas faz um touchdown de recepção de 14 jardas após o passe de Peyton Manning, 00:00 (conversão de dois pontos bem sucedida)

Quarto período
- Seattle: Baldwin faz um touchdown de recepção de 10 jardas após o passe de R. Wilson, 11:45 (extra-point é acertado)
- Final: Seattle Seahawks 43 x 8 Denver Broncos;

## Ligações Externas
- Página oficial (em inglês)